# Brovari, Buceaci
Brovari (în ucraineană Броварі) este un sat în comuna Iazloveț din raionul Buceaci, regiunea Ternopil, Ucraina.

## Demografie
Componența lingvistică a localității Brovari
     Ucraineană (99,72%)
     Alte limbi (0,28%)
Conform recensământului din 2001, majoritatea populației localității Brovari era vorbitoare de ucraineană (99,72%), existând în minoritate și vorbitori de alte limbi.